# Susanne Tremper

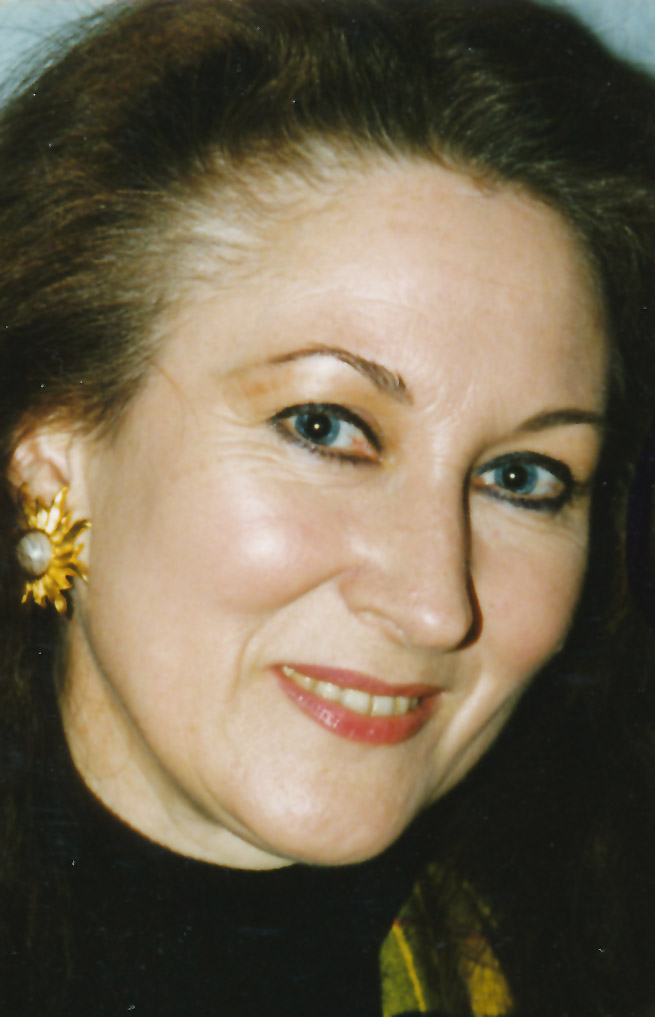
Susanne Tremper

Susanne Tremper (* 1948 in Berlin) ist eine deutsche Synchronsprecherin, Schauspielerin und Sängerin.

## Synchron
Susanne Tremper übernahm Ende 1966 in der zweiten Synchronisation des 1937 produzierten Films Schneewittchen und die sieben Zwerge die gesanglichen Parts des Schneewittchens. Daraufhin wurde ihre Stimme weiterhin in Disney-Filmen eingesetzt. Dazu zählen Robin Hood, Das Dschungelbuch, Cap und Capper (1981) und die 1970er-Jahre-Synchronisation von Bambi. Ansonsten sprach sie Corie Sims in Die tollkühnen Abenteuer des Marco Polo jun., Glynnis O’Connor in Jeremy und Geneviève Bujold in Königin für tausend Tage. Ihre einzigartig eindringliche Stimme gab auch der von Sissy Spacek verkörperten, vielschichtigen Persönlichkeit der Loretta Lynn im Film Nashville Lady (1980) den besonderen Touch.

## Schauspiel
Tremper absolvierte eine Ausbildung an der Max-Reinhardt-Schule in ihrer Heimatstadt und erhielt danach zahlreiche Engagements an verschiedenen Theatern. Sie stand auf den Bühnen des Theaters in Basel, des Bayerischen Staatsschauspiels München, des Wiener Burgtheaters, des Schillertheaters in Berlin, des Schauspielhauses in Frankfurt und des Theater Bonn. 
2003 erhielt sie einen Lehrauftrag an der Hochschule für Musik und Darstellende Kunst Frankfurt am Main.
Von 2006 bis 2011 gehörte sie zum Ensemble des Düsseldorfer Schauspielhauses. Silvester 2011 war sie dort als Edith Piaf zu sehen. Dabei erlitt sie einen Zusammenbruch. Im März  2012 trat sie in der Rolle der Maria Callas in der Komödie Düsseldorf auf.

## Film und Fernsehen
Ihr Fernsehdebüt gab sie 1969 in der ZDF-Vorabendsendung Die Drehscheibe, wo sie das Lied Fünf Uhr morgens sang. Am 11. September 1986 trat sie im Scheibenwischer von Dieter Hildebrandt auf, u. a mit Sissy Höfferer. Sie spielte in den Serien …und im Keller gärt es (1998) und Die Schönegrubers. In Filmen sah man sie unter anderem in Miss Sara Sampson. Ihre derzeit letzte Filmrolle hatte sie 2002 als Ute in Die Nibelungen. Allerdings waren ihre TV-Auftritte meistens nur kleine Nebenrollen.

## Gesang
Seit ihrer Arbeit in „Schneewittchen“ gibt sie auch Auftritte mit ihrer hohen, klaren Stimme. 1965 und 1966 trat sie auf dem Festival Chanson Folklore International auf der Burg Waldeck auf. Sie nahm 1968 den Song Fünf Uhr morgens auf Schallplatte auf, wo sie den Text jedoch nur spricht und Musik im Hintergrund spielt.
1991 war sie neben Mario Adorf und Ute Lemper auf der CD Weill: Die Dreigroschenoper zu hören.

## Persönliches
Von 1974 bis 1980 war Susanne Tremper mit dem Musiker Hannes Wader verheiratet.

## Filmografie
- 1969: Die Drehscheibe
- 1972: Die Schöngrubers
- 1974: Lohn und Liebe
- 1987: Miss Sara Sampson
- 1993: Sommergäste
- 1993: Barmherzige Schwestern
- 1998: …und im Keller gärt es
- 2002: Die Nibelungen
- 2012: Tatort – Hinkebein
- 2012: Das Hochzeitsvideo

## Diskografie

### Eigene
- 5 Uhr morgens / Ein Mädchentraum, (Single), Hansa Record 14 154 AU, 1968
- Es gibt nur eine wahre Liebe / Meine Sommerliebe, (Single), Hansa Record 14 362 AT 1969

### Auf Tonträgern mit anderen Künstlern
- Goldilock und die drei Bären, (Single), Disneyland KLP 315, 1967 – („Goldilock“)
- Dschungel Buch – Originalmusik aus dem gleichnamigen Film, (LP), Buena Vista Records STBV 1003, 1967 – („Trautes Heim“)
- Starparade, (LP), SR International 79 543, 1969 – („Es gibt nur eine wahre Liebe“)
- Micky ist der Größte, (Hörspiel für Kinder, LP), Disneyland STMA 9611, ca. 1970
- Alice im Wunderland, (Hörspiel für Kinder, LP), Disneyland STMA 9628, ca. 1971
- Festliche Melodien und Lieder, (LP), Disneyland STMA 9637, ca. 1972 – („Trautes Heim“, „Chim-Chim-Cheree“)
- Robin Hood, (Hörspiel, LP), Disneyland STMA 9704, 1974
- Erich Kästner erzählt Till Eulenspiegel, (Hörbuch für Kinder, LP), pläne DK 0125, 1978
- Micky, (Hörspiel für Kinder, LP), Disneyland 63014, 1978
- Schneewittchen und die Sieben Zwerge, (Hörspiel für Kinder, LP), Disneyland 0056.514, 1979
- Dschungel Buch, (Hörspiel für Kinder, LP), Disneyland 0056.502, 1979
- Alice im Wunderland, (Hörspiel für Kinder, LP), Disneyland 825 926-4, 1979
- Cap und Capper - Zwei Freunde auf acht Pfoten, (Hörspiel für Kinder, LP), Disneyland 0656.519, 1981
- Kurt Weill, Bertolt Brecht: Die Dreigroschenoper, (CD), London Records 430 075-2, 1989 – („Eifersuchts-Duett“ mit Ute Lemper, „Arie der Lucy“)
- Kurt Weill: The Seven Deadly Sins / Mahagonny Songspiel, (CD), London Digital 430-168-2, 1990
- Die Burg Waldeck Festivals 1964-1969 - Chanson Folklore International, (10 CD-Box mit Buch), Bear Family Records BCD 16017 JC, 2008 – („Donna Donna“, „Lobet mir mein Schätzelein“)
- Sherlock Holmes, Folge 5 - Die Affenfrau, (Hörspiel, CD), Titania Medien, 2012 – ISBN 978-3-7857-4643-1

## Auszeichnungen
- Jacques-Offenbach-Medaille der Volksbühne Bonn e.V. für ihre Darstellung der Édith Piaf im gleichnamigen Stück von Pam Gems
- Großer Bad-Hersfeld-Preis 1988
- mehrfache Nominierung als Schauspielerin des Jahres der Zeitschrift Theater heute